# نبات الثلج
نبات الثلج أو ظهيرة بلورية أو حشيشة البلور أو حشيشة الثلج أو غاسول إفرنجي أو غال ، هو نبات لحمي قصير، اسمه العلمي كريوفيتم كريستالينم Cryophytum crystallinum. ينمو في المناطق الدافئة الجرداء. يزرع في الأصص لأوراقه التي تبدو على سطحها زوائد لامعة كحبات الثلج.

## معرض صور

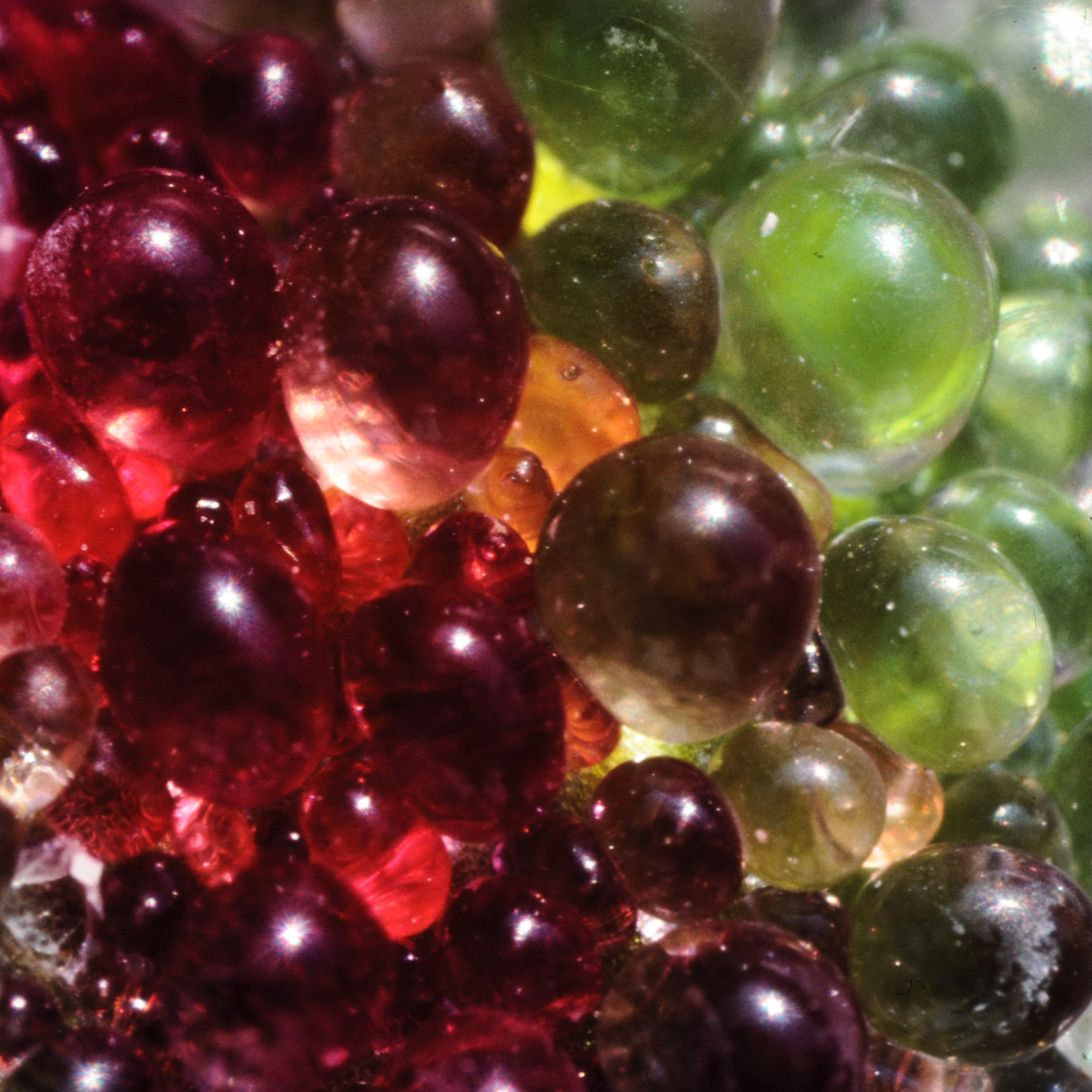
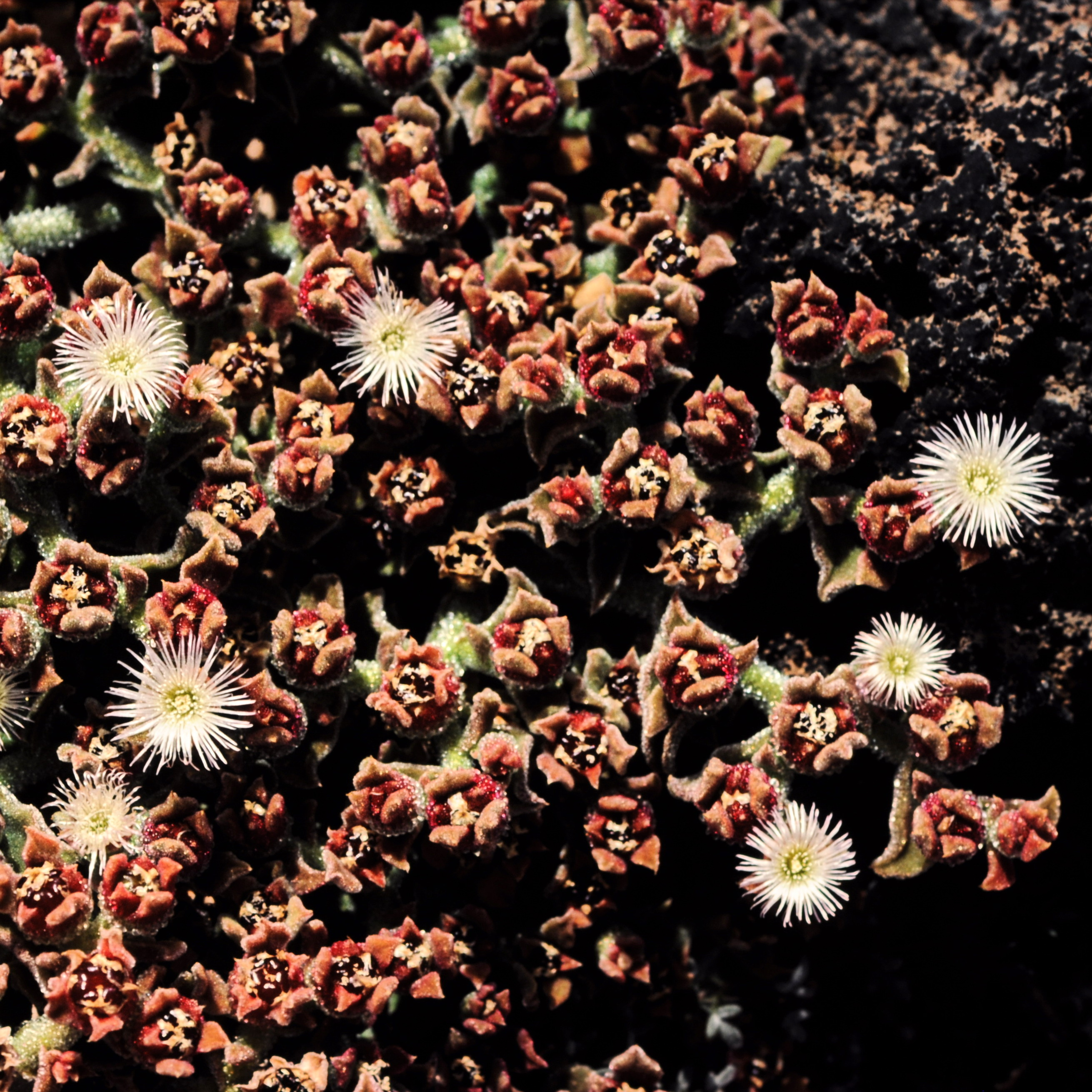
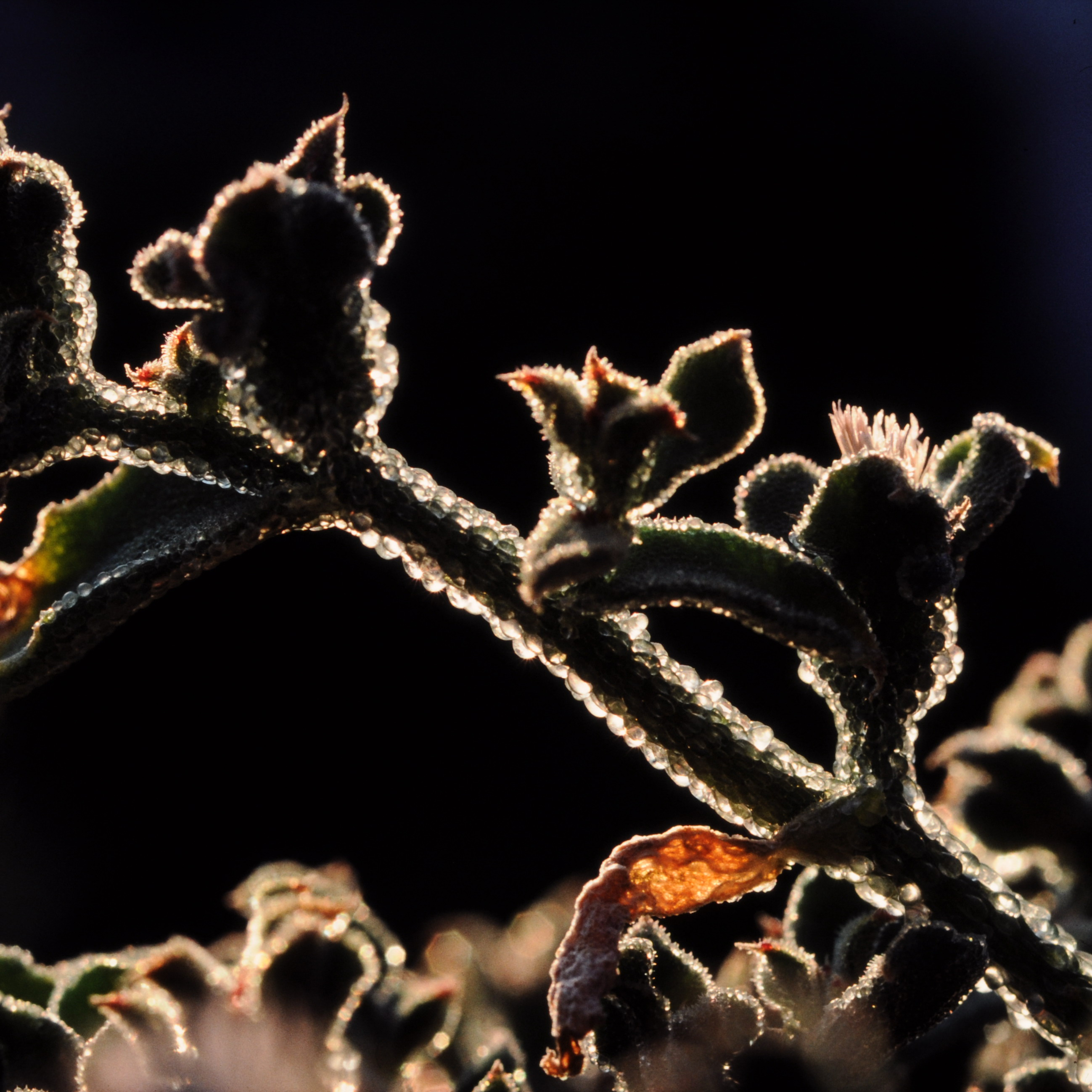
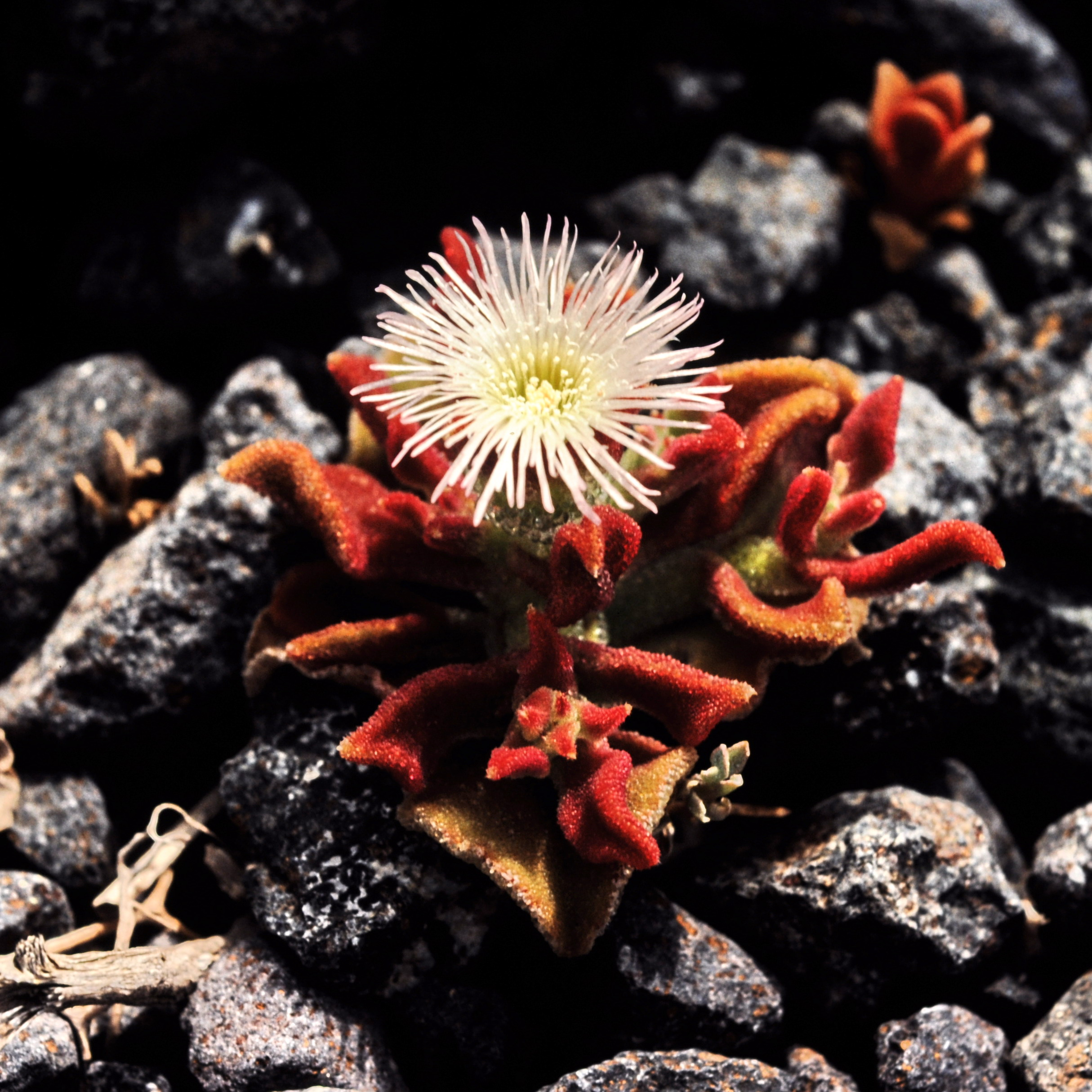